# Allen Control Systems Bullfrog
Le Bullfrog, conçu par Allen Control Systems (ACS), est un canon robotisé autonome utilisant l'IA pour détecter et neutraliser les petits drones.

## Conception
Doté de vision par ordinateur et d'algorithmes avancés, il a été présenté au Pentagone comme une avancée technologique, tout en soulevant des débats éthiques sur l'usage des armes autonomes[réf. nécessaire]. Le Bullfrog, développé par Allen Control Systems (ACS), est une mitrailleuse autonome conçue pour neutraliser drones et munitions rôdeuses via l'intelligence artificielle (IA). Ce système fonctionne sans intervention humaine, grâce à des capteurs avancés, soulevant des débats éthiques sur l'autonomie des armes et leur rôle sur le champ de bataille.

## Historique
- Début 2024 : Allen Control Systems (ACS) teste Bullfrog, conçu pour contrer la prolifération des drones durant l'invasion de l'Ukraine par la Russie.

- 29 avril 2024 : ACS annonce Bullfrog comme canon robotisé destiné à contrer les drones, en réponse à la domination chinoise dans ce domaine.

- 29 mai 2024 : ACS est sélectionné pour l'événement T-REX 24-2 afin de faire tester son système Bullfrog au sein de technologies de défense avancées.

- 19-26 août 2024 : Lors de T-REX 24-2 à Camp Atterbury (en) (Indiana), Bullfrog démontre son efficacité à détecter et neutraliser des drones grâce à une mitrailleuse M240 et une IA avancée.

- 29 août 2024 : ACS annonce le succès des tests de Bullfrog à T-REX 24-2, suscitant un vif intérêt parmi les acteurs militaires et politiques[1],[2].

## Caractéristiques techniques
| Caractéristique           | Description |
| ------------------------- | --- |
| Masse et taille           | Masse : 181 kg. Conception Low SWaP pour des opérations mobiles ou la protection de sites.                                                              |
| Mode de fonctionnement    | Modes semi-autonome et autonome, avec intervention humaine avant l’engagement ("human-in-the-loop"). Prédiction de tir via algorithmes.                 |
| Technologie de détection  | Vision par ordinateur et IA pour détecter et engager des drones en quelques secondes. Taux de fausse détection < 2 %. Détection des drones classes 1-3. |
| Armement                  | Mitrailleuse M240, calibre de 7,62 mm, montée sur véhicule. Algorithmes pour prédire et améliorer l'efficacité des tirs.                                |
| Portée et efficacité      | Engager des drones à 5 Gs et plusieurs centaines de mètres. Coût par destruction : 10 USD (~9,40 €), bien plus économique que de coûteux systèmes.      |
| Compatibilité             | Compatible avec véhicules OTAN et systèmes C2, alimenté par 24 V DC standard.                                                                           |
| Autonomie et flexibilité  | Fonctionnement autonome prévu. Testé avec succès lors de TREX 24-2 pour attaquer des essaims de drones.                                                 |
| Précision et intégration  | Intégration avec radars externes et moteurs à courant puissant pour suivre la position de l’arme en temps réel.                                         |
| Éthique et réglementation | Respect des politiques sur les armes létales autonomes, avec contrôle humain pour l’engagement. Nécessité de définir des règles éthiques.               |
| Développement et origine  | Conçu par Allen Control Systems (ACS), fondé par des ingénieurs nucléaires spécialisés en robotique et IA. Inspiré par l’usage des drones en Ukraine.   |

,,,